# Ahmed Hussen
Ahmed Hussen (em somali: Axmed Xuseen; em árabe: أحمد حسين‎; nascido em 1976 em Mogadíscio) é ministro da imigração, refugiados e cidadania do Governo do Canadá. Ele também é advogado. Em outubro de 2015, Hussen tornou-se um membro do parlamento canadense, representando York South–Weston como membro do Partido Liberal do Canadá.